# Тигран V
Тигран V (арм. Տիգրան Ե, 16 до н. э., Иерусалим — 36) — царь Армении из династии Иродиадов.

## Биография
Родился в 16 году до н. э. в Иерусалиме.
Он был сыном Александра и внуком Ирода Великого, его матерью была Глафира Каппадокийская.
После смерти Ирода в 4 году до н. э. Тигран перебрался в Каппадокию, где оставил иудаизм. Затем Тигран отправился получать образование в Рим.
После того, как в 6 году был убит армянский царь Артавазд III, римский император Август назначил Тиграна царём Армении. Столицей Тиграна был город Арташат.
Однако, Тигран процарствовал менее года, так как армянские дворяне были недовольны правлением Тиграна и назначение его царём. Они подняли восстание, объявив царицей Армении Эрато. Тигран стал в 6—12 годах соправителем Эрато (его совместное правление с Эрато основано на нумизматических доказательствах).
Сохранились монеты Тиграна с легендой ΒΑΣΙΛΕΩΣ ΤΙΓΡΑΝΟΥ ΜΕΓΑΛΟΥ.
Источником о Тигране V являются двуязычная греко-латинская надпись «Документ из Анкиры» (Monumentum Ancyranum).
В 12 году Тигран был свергнут.
Тигран оставался в Армении и при новом царе Вононе, после смерти которого в 18 году вновь попытался захватить власть, но неудачно.
Тиберий казнил Тиграна в 36 году. Как пишет Иосиф Флавий, Тигран «умер бездетным после обвинений, возведённых на него в Риме».